# Závažná Poruba
Závažná Poruba je obec na Slovensku v okrese Liptovský Mikuláš.
Obec se nachází ve střední části Liptovské kotliny v nadmořské výšce 616 m na úpatí kopce Poludnice.
V současnosti je obec zaměřena na sportovní turistiku. Nad obcí je vybudováno lyžařské středisko Opalisko.

## Historie
První písemnou zmínku o obci nalezneme v listině z roku 1377. V té době byla obec ve vlastnictví zemanů ze sousedního Svätého Jána. K historickým památkám patří evangelický kostel a římskokatolická kaple postavená v gotickém stylu.
V obci se narodil Milan Rúfus, slovenský básník, literární historik, překladatel a esejista.